# Verena Schulz
Verena Schulz (* 1982) ist eine deutsche Klassische Philologin.

## Leben
Von 2006 bis 2007 erwarb Schulz an der University of Oxford den Master of Studies in Greek and/or Latin Languages and Literature, von 2002 bis 2008 an der Universität Tübingen den Magister Artium in Allgemeiner Rhetorik, Lateinischer Philologie, Älterer deutscher Sprache und Literatur, von 2008 bis 2012 an der Universität München die Promotion in Lateinischer Philologie (Hauptfach) und Griechischer Philologie (Nebenfach) bei Wilfried Stroh und 2018 an der Universität München die Habilitation und Venia legendi in Klassischer Philologie. Seit 2021 ist sie an der KU Eichstätt-Ingolstadt Professorin (W 2) für Klassische Philologie mit dem Schwerpunkt Latinistik.
Ihre Forschungsschwerpunkte sind lateinische und griechische Historiographie und Biographie der Kaiserzeit (v. a. Tacitus, Cassius Dio, Sueton), antike und spätantike Rhetorik (v. a. Auctor ad Herennium, Cicero, Quintilian, Rhetores Latini Minores), augusteische Dichtung (v. a. Ovid); Panegyrik (v. a. Martial) und Kulturtheorie und Literaturtheorie (v. a. Memory studies, Intermedialität, Diskursanalyse).

## Schriften (Auswahl)
- Die Stimme in der antiken Rhetorik. Göttingen 2014, ISBN 978-3-525-25302-1.
- Deconstructing Imperial Representation: Tacitus, Cassius Dio, and Suetonius on Nero and Domitian. Leiden 2019, ISBN 978-90-04-40721-3.